# Patrik Söderkvist
Claes Patrik Söderkvist, född 10 februari 1939 i Stockholm, är en svensk målare
Han är son till rektorn Sven Söderkvist och Astrid Eriksson. Söderkvist studerade dekorativt måleri vid Konstfackskolan i Stockholm 1960–1966 och genom självstudier under resor till Tyskland, Nederländerna och Frankrike. Han medverkade i samlingsutställningar arrangerade av Kristianstads konstförening och Liljevalchs Stockholmssalonger. Separat ställde han ut i bland annat Malmö och Hässleholm. bland hans offentliga arbeten märks en väggmålning på Bagartorps skola i Solna. Hans konst består av stilleben och landskapsskildringar.  